# ديمون جونسون (ملحن)
ديمون جونسون (بالإنجليزية: Damon Johnson)‏ هو مغني وعازف قيثارة وملحن أمريكي، ولد في 13 يوليو 1964 في ماكون في الولايات المتحدة.

## وصلات خارجية
- الموقع الرسمي
- ديمون جونسون على موقع ميوزك برينز (الإنجليزية)
- ديمون جونسون على موقع ديسكوغز (الإنجليزية)